# Хохлатая дроздовая мухоловка
Хохлатая дроздовая мухоловка (лат. Ornorectes cristatus) — вид певчих птиц отряда воробьинообразных. Птица среднего размера c оливково-коричневым оперением и длинным хохлом на голове, внешним видом напоминает сорокопутовых. Относится к ядовитым птицам: в её перьях и коже содержится небольшое количество нейротоксинов из группы батрахотоксинов. Обитает в Новой Гвинее. Питается насекомыми, часто лидирует в смешанных стаях. Особенности размножения неизвестны.
В 1876 году вид был описан Томмазо Сальвадори, который отнёс его к дроздовым мухоловкам — ядовитым птицам семейства свистуновых. В начале XXI века вместе с родами Oreoica и Aleadryas он был выделен в семейство Oreoicidae, формально описанное Ричардом Шоддом и Лесли Кристидисом в 2014 году. Международный союз орнитологов не выделяет подвидов, но встречается и деление на три подвида.

## Описание
Птица среднего размера с телом длиной 25—26 см и массой 78—111 г. Половой диморфизм отсутствует. Внешним видом они напоминают сорокопутовых (Laniidae).

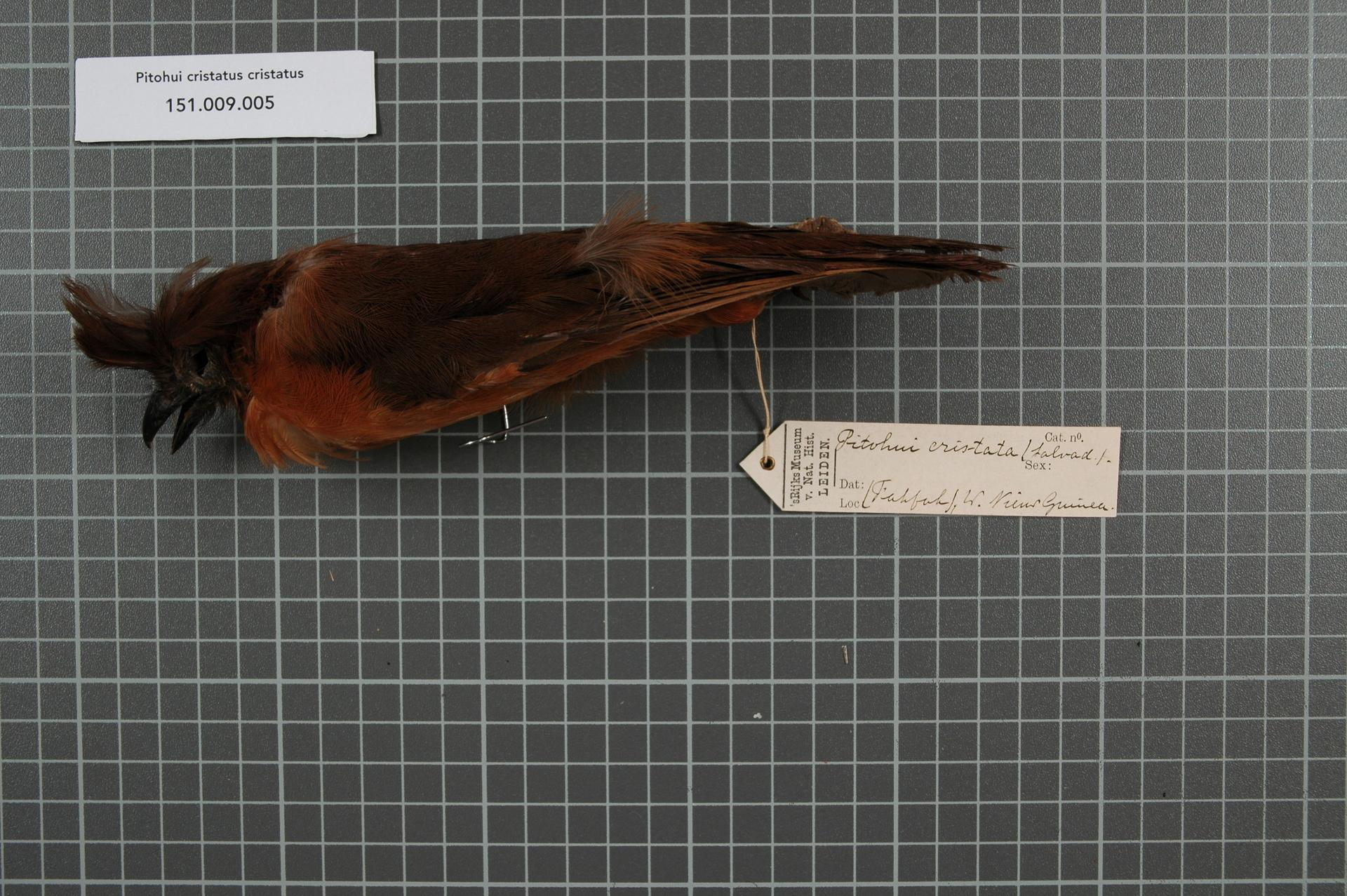
Из коллекции музея Натуралис в Лейдене

Макушка, верхняя часть лица и задняя часть шеи тёмные оливково-рыжие. На голове длинный хохол такого же цвета, который в сложенном положении доходит до затылка. Нижняя часть лица и шея по бокам окрашены в рыжий цвет. Оперение сверху тёмное оливково-коричневое, с рыжеватым оттенком. Такого же цвета верхняя сторона крыла и надхвостье. Края маховых перьев бледнее. Первостепенных маховых перьев десять. Десятое (внешнее) перо самое короткое, перья с пятого по седьмое примерно одной длины, длиннее четвёртого пера, которое в свою очередь длиннее восьмого. Хвост тусклого рыжевато-коричневого цвета, средней длины. Рулевых перьев двенадцать, они имеют острые кончики и соотношение длин хвоста и крыла составляет 0,75—0,79. Оперение снизу светло-рыжее, более тёмное на груди и более светлое по бокам. Радужка глаза открашена в коричневый или тёмно-коричневый цвета. Клюв чёрный. У представителей родов Oreoica и Aleadryas очень длинные округлые заглазничные отростки, направленные над височной ямкой. Составители справочника птиц Новой Гвинеи Брюс Макферсон Билер (Bruce McPherson Beehler) и Тэйн Кастл Пратт (Thane Kastle Pratt) предложили проверить эту остеологическую характеристику у рода Ornorectes. Ноги розовато-серые. Молодые птицы обычно тусклее и темнее, на верхних кроющих перьях крыла рыжие края, а клюв бледнее.
Небольшие различия в окраске оперения часть учёных связывает с возрастом и полом птиц, в то время как другие учёные относят их к региональным особенностям и выделяют несколько подвидов. В частности, у подвида Ornorectes cristatus arthuri по сравнению с номинативным более оливковая и менее рыжая верхняя часть тела, а у подвида Ornorectes cristatus kodonophonos оперение снизу бледнее.
Ещё в начале XXI века вид относили к роду дроздовых мухоловок (Pitohui), многие представители которого являются ядовитыми птицами: их кожа и перья содержат нейротоксин из группы батрахотоксинов, который позволяет им защищаться от вшей. Вместе с тем, американский биолог Джек Думбахер в 1999 году отметил, что хохлатая дроздовая мухоловка намного менее ядовита, чем другие представители рода, «количества яда на перьях практически невозможно обнаружить» («англ. feathers have nearly undetectable level of toxin»). Позднее Думбахер поставил хохлатую дроздовую мухоловку в один ряд с Pitohui ferrugineus и Pitohui nigrescens, отмечая, что они «слегка токсичны» («англ. mildly toxic»), количества яда на коже и перьях заметно меньше, чем у двуцветной дроздовой мухоловки (Pitohui dichrous), Pitohui kirhocephalus и Синичьей толстоголовки (Falcunculus), в то время как у Pitohui incertus яд полностью отсутствует.
Вокализация хохлатой дроздовой мухоловки по словам Билера и Пратта длинная и необычная. Она представляет собой пульсирующий монотонный звук и напоминает звучание колокольчика. Песня может продолжаться 2—3 минуты, иногда — до 15 минут. Она медленно начинается, скорость постепенно увеличивается, а высота звука падает. Иногда каждой ноте предшествует мягкий и короткий звук «tst». Кроме того, позывки хохлатой дроздовой мухоловки включают серии «stick-ahhhh» и «whoo-iiyyy». Тревожные сигналы обычно резкие и грубые.

## Распространение
Хохлатая дроздовая мухоловка обитает на острове Новая Гвинея, площадь ареала составляет 857 000 км². Предпочитает реликтовые тропические леса у подножия гор на высоте до 1300 метров над уровнем моря. Встречается на равнинах и в холмах. На высоте уровня моря птица распространена в районе устья реки Флай. У подножия гор хохлатая дроздовая мухоловка сменяется другим представителем семейства — Aleadryas. Предположительно ведёт оседлый образ жизни.
Выделяемый некоторыми учёными номинативный подвид обитает на северо-западе и на западе острова Новая Гвинея, на полуостровах Чендравасих и Онин (англ. Onin Peninsula, в горах Вейленд (англ. Weyland Mountains) и Нассау (англ. Nassau Mountains). Подвид O. c. arthuri заселяет территории на севере и в центральной части острова, доходя до гор Сепик (англ. Sepik Mountains) на севере и района Каримуи (англ. Karimui area) на юге, встречается в горах Циклоп (англ. Cyclops Mountains) и в регионе от устья реки Флай до реки Ориомо. Подвид O. c. kodonophonos обитает в юго-восточной части острова восточнее озера Кутубу. По всей видимости, птицы отсутствуют на территории от устья реки Сепик до Милн-Бей и восточнее Порт-Морсби.
Международный союз охраны природы относит хохлатую дроздовую мухоловку к видам, вызывающим наименьшие опасения (LC). Вид широко распространён и в некоторых местах своего ареала встречается довольно часто. Число зафиксированных наблюдений крайне мало. Численность птиц, возможно, недооценена. Известно, что птицы встречаются в национальном парке Варирата (англ. Varirata National Park), где их отмечали известные натуралисты Эрнст Хартерт (1936), Остин Лумер Рэнд (1942), Брюс Макферсон Билер (1987), Дэвид Гиббс (David Gibbs, 1994), Дэвид Бишоп (K. David Bishop, 2005) и другие.

## Питание
Хохлатая дроздовая мухоловка питается насекомыми. Думбахер отмечал, что все дроздовые мухоловки являются всеядными птицами.
Добычу ловит преимущественно на земле, но может подниматься до среднего яруса леса. Во время кормления может присоединяться к смешанным стаям. По словам Думбахера, все дроздовые мухоловки являются лидерами в стаях, в них обычно собираются схожие по расцветке птицы, что может быть связано с мимикрией с ядовитыми птицами.

## Размножение
Информация об особенностях размножения хохлатой дроздовой мухоловки отсутствует. По-видимому, представители семейства являются моногамными, за потомством следят оба родителя.

## Систематика
В 1876 году вид был описан итальянским орнитологом Томмазо Сальвадори, который дал ему название Rectes cristata (от лат. cristatus — хохлатый). Описание основано на коллекции, собранной в 1875 году, поэтому в некоторых источниках датируется этим годом.
Название рода Rectes по неизвестной причине было предложено немецким зоологом Людвигом Райхенбахом в «Avium systema naturale» в 1850 году для описания представителей рода Pitohui, название которого, по всей видимости, было созвучно местному названию птиц. Несколько новых видов были описаны с этим родовым названием, однако в 1903 году британский зоолог Лайонел Уолтер Ротшильд и немецкий орнитолог Эрнст Хартерт стали использовать хронологически более раннее название. В 1877 году английский орнитолог Ричард Боудлер Шарп выделил некоторые виды в отдельные роды: Pitohui ferrugineus в род Pseudorectes и Pitohui nigrescens в род Melanorectes. А в 1956 году австралийский зоолог Том Айрдейл выделил хохлатую дроздовую мухоловку в род Ornorectes (от греч. ornis — птица и греч. rhekte — рабочий («англ. breaker, worker»)). Все они позднее снова были объединены в род дроздовые мухоловки (Pitohui). Повторное выделение хохлатой дроздовой мухоловки в отдельный род было осуществлено Думбахером. Традиционно вид рассматривался в составе семейства свистуновых (Pachycephalidae), иногда его относили к семейству Colluricinclidae, которое больше не выделяется.
В работе Джонсона была показана сестринская связь Ocnorectes с рыжезатылочным свистуном (Aleadryas rufinucha), а также близкое родство с австралийской птицей-колокольчиком (Oreoica gutturalis). При этом сходство было недостаточным чтобы объединить их в один род. Схожее филогенетическое дерево построил американский биолог Джек Думбахер в 2008 году. Австралийские орнитологи Ричард Шодд и Лесли Кристидис посчитали схожим доступный для исследования песенный репертуар родов Oreoica и Ornorectes. Все три рода были объединены в одно семейство nomen nudum в работе американских орнитологов Чарлза Сибли и Джона Алквиста 1985 года и в работах Джаннет Норман (Janette A. Norman) и других 2009 года. Формальное описание семейства впервые появилось в работе Шодда и Кристидиса в 2014 году.
Международный союз орнитологов не выделяет подвидов, но в справочнике Birds of the World рассматривается три подвида.